# Elektor TV Games Computer
Elektor TV Games Computer (TVGC) là một máy tính có thể lập trình được hãng Elektor bán dưới dạng nguyên cả bộ từ năm 1979. Máy này sử dụng CPU Signetics 2650 với Signetics 2636 PVI dành cho đồ họa và âm thanh. Đây là những con chip tương tự từng được dùng trong dòng máy chơi game Interton VC 4000. ROM màn hình 2K do hãng Philips tạo dựng và giao diện cassette là những điểm khác biệt quan trọng nhất giữa TVGC và dòng máy Interton. Nhiều tựa game VC 4000 là phiên bản chuyển thể của những game TV Games Computer. Có thể thêm các khe cắm băng game vào TVGC cho phép chơi được các game trên máy chơi game và Hobby Module của máy chơi game Acetronic giúp người dùng biến nó thành TVGC cơ bản một cách hiệu quả.
Bộ nhớ RAM và khả năng âm thanh của bộ máy tính này có thể mở rộng thêm nữa. Một cặp máy phát âm thanh được lập trình mang tên AY-3-8910 của hãng General Instruments được dùng trong phiên bản mở rộng, có nghĩa là chiếc máy này có khả năng âm thanh mạnh mẽ nhất vào thời điểm đó. Bộ tạo tiếng ồn, bộ tạo số ngẫu nhiên và cổng cắm băng game nằm trong số các bản mở rộng khác theo như mô tả của nhà sản xuất. Phần cứng và phần mềm có sẵn từ Elektor và Locosoft.
Tạp chí Elektor số ra tháng 10 năm 2008 có bài viết giới thiệu TVGC ngay trong phần "Retronics".